# 어니타 보그
어니타 보그(Anita Borg, 1949년 1월 17일 - 2003년 4월 6일)는 미국의 컴퓨터 과학자이다. 어니타 보그 여성 기술 연구소를 창립하였고, 그레이스 호퍼 기념 여성 컴퓨터 과학자의 날을 재정하였다.

## 학업
보그는 일리노이주 시카고에서 태어났다. 이후 일리노이의 팰러테인, 하와이의 케네오헤, 워싱턴주의 머컬티오 등지로 이사를 다녔다. 보그는 1969년에 첫 프로그래밍 직업을 가졌다. 그녀는 자라면서 수학에 흥미를 보였지만, 자라면서 컴퓨터 과학으로 관심을 돌렸다. 보그는 작은 보험회사에 취직하여 일하면서 스스로 프로그래밍을 익혔다. 그녀는 1981년 뉴욕 대학교에서 컴퓨터 과학 전공으로 박사 학위를 얻었다. 지도 교수는 로버트 듀어와 게럴드 벨파이어였고 연구 주제는 오퍼레이팅 시스템의 동기화에 관한 것이었다.

## 경력
박사 학위를 취득한 후 보그는 4년 동안 유닉스 계열의 장애 허용 시스템을 개발하였다. 이 프로젝트는 뉴저지주의 오레건 시스템 코퍼레이션과 독일의 닉스도르프 컴퓨터의 합작 사업이었다.
1986년 보그는 디지털 이큅먼트 코퍼레이션에서 입사하였다. 보그는 그곳의 서부연구소에서 시작하여 12년 동안 일하였다. 디지털 이퀩먼트에서 일하는 동안 보그는 고속 메모리 시스템을 디자인하고 분석하기 위해 컴퓨터의 주소를 생성하고 추적하는 방법을 고안하여 특허를 등록하였다. 그녀는 이 과정에서 얻은 경험을 바탕으로 1987년 《시스터즈》 메일링 리스트를 고안하여 이메일 통신에 사용하였다. 보그는 뉴욕 시스템 연구소의 고문 연구원으로서 가상 공동체의 웹 기반 이메일 서비스인 MECCA를 개발하였다.
1997년 보그는 디지털 이퀍먼트 코퍼레이션에서 퇴사하고 제록스 팰로앨토 연구소의 최고기술책임자로 자리를 옮겼다. 제록스에서 일한 지 얼마 되지 않은 시기에 보그는 1994년 시작된 그레이스 호퍼 기념 여성 컴퓨터 과학자의 날을 운영할 어니타 보그 여성 기술 연구소를 창립하였다.

### 여성 기술인 진흥
보그는 여성 기술인을 대변하기 위해 열성적으로 활동하였다. 그녀의 목표는 2020년까지 여성이 컴퓨터 과학인의 50%를 점하도록 하는 것이었다. 그녀는 여성 기술인이 모든 단계의 직급에서 평등하게 인정받고, 기술 발전에 동등하게 기여하며, 그로 인한 수익을 누릴 수 있도록 하는 일에 매진하였다.

### 시스터즈
1987년 보그는 최초의 여성 기술인 메일링 리스트인 《시스터즈》를 출범시켰다. 보그는 오퍼레이팅 시스템 원리에 대한 심포지움에 참여하면서 컨퍼런스에 참여한 여성이 너무 적다는 것에 충격을 받았다. 여성 과학자들 스스로도 서로 여성의 수가 너무 적다는 이야기를 나누었다. 열두명의 여성 과학자가 모여 점심을 먹으며 이야기를 나눈 끝에 그들은 《시스터즈》를 구성할 아이디어를 모았다.
《시스터즈》는 리스트에 있는 여성 과학자들이 각자의 일반적 경험을 나누는 사적인 모임으로 출발하였다. 회원은 고등 기술직에 종사하는 여성으로 제한하였고 주로 이야기하는 주제도 기술적인 사항이었다. 보그는 2000년까지 《시스터즈》를 관리하였다. 《시스터즈》의 회원들은 때때로 기술과는 하등 관계가 없는 일로 공격을 받았다. 1992년 마텔은 "수학 수업은 어려워"라고 말하는 바비 인형을 출시하였다. 이 바비 인형에 반대하는 사람들은 《시스터즈》의 회원도 이런 인형을 만드는 데 일조한 것이 아니냐며 항의하였고 《시스터즈》가 바비 인형의 마이크로칩을 제거하는 데 앞장서야 한다고 주장하였다.

### 그레이스 호퍼 기념 여성 컴퓨터 과학자의 날
1994년 어니타 보그와 텔러 휘트니는 그레이스 호퍼 기념 여성 컴퓨터 과학자의 날을 창립하였다. 여성 과학자들의 모임에서 시상의 아이디어가 나왔고 보그와 휘트니는 저녁을 함께 먹다 빈 종이에 대략적인 계획과 전망을 적어나갔다. 1994년 6월 워싱턴 D.C.에서 500여명의 여성 기술인들이 지켜보는 가운데 첫번째 행사가 이루어졌다.

### 여성 기술 연구소
1997년 보그는 여성 기술 연구소를 창립하였다. 연구소의 목표는 여성 기술인을 대변하고 여성의 기술직 진입을 진흥하는 것이었다. 창립 당시 연구소는 제록스 팰로앨토 연구소에 사무실을 두었다.
2002년 텔러 휘트니가 연구소의 대표로 취임하였고, 2003년 보그가 사망하자 그를 기념하여 연구소의 이름에 어니타 보그의 이름을 넣었다.

### 수상
보그는 컴퓨터 과학자들 사이에서 여성 컴퓨터 과학자를 대변하는 인물로 널리 알려진 사람이었다. 그녀는 1995년 이 공로로 여성 컴퓨터 과학협회로부터 어거스터 애다 러브레이스 상을 수상하였다. 1996년에는 ACM(Association for Computing Machinery)의 특별회원이 되었다. 1999년 빌 클린턴은 과학기술계의 여성과 소수자 우대를 위한 대통령 자문위원으로 보그를 지명하였다.
2002년 보그는 하인즈 가족 재단이 운영하는 하인즈상의 8번째 수상자로 선정되었다. 또한 그해 보그는 카네기 멜런 대학교의 명예 박사 학위를 받았다.

### 사망
1999년 보그는 뇌종양에 걸렸다. 그녀는 투병 생활 가운데에서도 2002년까지 여성 기술 연구소를 이끌었다. 보그는 2003년 4월 6일 캘리포니아주 소노마에서 사망하였다.